# Michele Norsa
Michele Norsa (Lecco, 12 agosto 1948) è un manager italiano che ha ricoperto nella sua carriera numerosi incarichi di alta responsabilità in diversi settori dell'editoria e della moda.
Dal 2006 al 2016 è stato amministratore delegato e direttore generale della Salvatore Ferragamo Italia S.p.A.

## Biografia
Laureatosi in Economia e Commercio presso l'Università Cattolica di Milano nel 1971, Michele Norsa ricopre dal 2 ottobre 2006 la carica di amministratore delegato e direttore generale della Salvatore Ferragamo S.p.A.. Dal 2012 entra inoltre a far parte del consiglio di amministrazione di Oettinger Davidoff Group ed assume il ruolo di International Advisory Board Member per China Europe International Business School (CEIBS). 
In precedenza era stato direttore generale di Valentino Fashion Group dal luglio del 2005, e amministratore delegato del Gruppo Valentino dal maggio 2002. Nello stesso periodo, 2002-2006, ha ricoperto l'ulteriore ruolo di vicepresidente del Comitato Esecutivo di Sistema Moda Italia. Dal 1997 è stato in Marzotto S.p.A. dove ha ricoperto numerose cariche: direttore generale Settore Abbigliamento, presidente di Marzotto USA e presidente di Marzotto Francia. Dal 1994 al 1997 ha lavorato a Treviso nel Gruppo Benetton Sportsystem come amministratore delegato di Benetton Sportsystem Active e presidente di Killer Loop. Dal 1985 al 1993 in Sandys (Gruppo Sergio Tacchini) ha ricoperto il ruolo di amministratore delegato di gruppo. Dal 1976 al 1985 ha lavorato in Rizzoli a Milano come direttore dell'Area Libri Gruppo Rizzoli e come presidente della casa editrice Sansoni di Firenze.
Precedentemente era stato direttore generale e amministratore delegato di Editorial Abril, a Buenos Aires, dopo aver ricoperto ulteriori incarichi all'interno del gruppo, prima a New York e poi a Ginevra. In Arnoldo Mondadori Editore è stato capo progetto della Direzione Generale Sviluppo.